# Singapur Open 1992
Die Singapur Open 1992 (auch Konica Cup 1992 genannt) im Badminton fanden vom 21. bis zum 27. September 1992 statt. Das Preisgeld betrug 90.000 US-Dollar.

## Sieger und Platzierte
| Disziplin    | Gold                               | Silber                                   | Bronze                            |
| ------------ | ---------------------------------- | ---------------------------------------- | --------------------------------- |
| Herreneinzel | Zhao Jianhua                       | Ardy Wiranata                            | Thomas Stuer-Lauridsen            |
| Herreneinzel | Zhao Jianhua                       | Ardy Wiranata                            | Bambang Suprianto                 |
| Dameneinzel  | Ye Zhaoying                        | Han Jingna                               | Zarinah Abdullah                  |
| Dameneinzel  | Ye Zhaoying                        | Han Jingna                               | Ika Heny                          |
| Herrendoppel | Chen Hongyong Chen Kang            | Pramote Teerawiwatana Sakrapee Thongsari | Tan Kim Her Yap Kim Hock          |
| Herrendoppel | Chen Hongyong Chen Kang            | Pramote Teerawiwatana Sakrapee Thongsari | Peter Axelsson Pär-Gunnar Jönsson |
| Damendoppel  | Gillian Clark Gillian Gowers       | Chen Ying Sheng Wenqing                  | Catrine Bengtsson Maria Bengtsson |
| Damendoppel  | Gillian Clark Gillian Gowers       | Chen Ying Sheng Wenqing                  | Pan Li Yao Fen                    |
| Mixed        | Maria Bengtsson Pär-Gunnar Jönsson | Gil Young-ah Lee Sang-bok                | Gillian Clark Henrik Svarrer      |
| Mixed        | Maria Bengtsson Pär-Gunnar Jönsson | Gil Young-ah Lee Sang-bok                | Jan Paulsen Gillian Gowers        |

## Finalergebnisse
| Disziplin    | Sieger                             | Finalist                                 | Ergebnis          |
| ------------ | ---------------------------------- | ---------------------------------------- | ----------------- |
| Herreneinzel | Zhao Jianhua                       | Ardy Wiranata                            | 15:3, 15:1        |
| Dameneinzel  | Ye Zhaoying                        | Han Jingna                               | 8:11, 11:2, 11:3  |
| Herrendoppel | Chen Kang Chen Hongyong            | Pramote Teerawiwatana Sakrapee Thongsari | 15:8, 15:6        |
| Damendoppel  | Gillian Clark Gillian Gowers       | Chen Ying Sheng Wenqing                  | 16:18, 15:4, 15:8 |
| Mixed        | Pär-Gunnar Jönsson Maria Bengtsson | Lee Sang-bok Gil Young-ah                | 15:3 15:10        |